# Off-Broadway
Off-Broadway (buiten Broadway) is een aanduiding voor kleinschalige theaterproducties in New York van tussen de 100 en 500 zitplaatsen. De meeste grote theaters van die stad bevinden zich aan Broadway, dat daarmee synoniem is voor grote producties. De classificaties Broadway en off-Broadway duiden dus niet op het adres waar een theatervoorstelling wordt gegeven, maar op de omvang van de productie.